# وینترس‌ویک
وینترس‌ویک (به هلندی: Winterswijk) یک شهرستان در هلند است که در خلدرلاند واقع شده‌است. وینترس‌ویک ۳۷ متر بالاتر از سطح دریا واقع شده‌است.